# 平成無責任一家 東京デラックス
『平成無責任一家 東京デラックス』（へいせいむせきにんいっか とうきょうデラックス）は、1995年1月28日に公開された日本映画。監督は、崔洋一。主演は、岸谷五朗。

## 概要
家業が詐欺師で、“騙されるより騙せ”を家訓とするとんでもない一家が巻き起こす騒動を描いたコメディ。

## 出演
| 役名             | キャスト       |
| ---------------- | -------------- |
| 飴屋実（橘忠男） | 岸谷五朗       |
| 飴屋マツ         | 絵沢萠子       |
| 飴屋進           | 高橋和也       |
| 飴屋純           | デーブ・久手堅 |
| 飴屋信子         | 石井ひとみ     |
| 飴屋敬           | 仲野茂         |
| 黒鉄寛治         | 麿赤児         |
| 飴屋洋一         | 國村隼         |
| 竹上茂一         | 塩見三省       |
| ルビー           | ルビー・モレノ |
| 夏目秋子         | 鰐淵晴子       |
| ローザ・小暮     | 七瀬なつみ     |
| 岡島恭子         | 蛍雪次朗       |
| 吉田重之         | 上田耕一       |
| 浅井キク         | 大坪日出代     |
| 北見敏之         | 北見敏之       |
| 刑事             | 有薗芳記       |
| 浅井正道         | 桜井センリ     |
| 二十日市君夫     | 岸部一徳       |
|                  | 遠藤憲一       |
|                  | 小木茂光       |
|                  | 金田明夫       |
|                  | 木下雅之       |
|                  | 木村栄         |
|                  | 三田村周三     |
|                  | 吉江芳成       |

## スタッフ
- 監督 - 崔洋一
- 製作 - 大里洋吉、李鳳宇
- 企画 - 大里洋吉、李鳳宇
- プロデューサー - 青木勝彦、森重晃
- 脚本 - 崔洋一、鄭義信
- 撮影 - 上野彰吾
- 美術 - 今村力
- 編集 - 奥原好幸
- 音楽 - 東京スカパラダイスオーケストラ
- 音楽プロデューサー - 石川光
- 助監督 - 鳥井邦男
- 主題歌 - 東京デラックスシンガーズand東京スカパラダイスオーケストラ「東京デラックス」
- 製作 - アミューズ、シネカノン、テレビ東京
- 製作協力 - トライアーツ
- 配給 - 東宝